# Jürgen Matthäus
Jürgen Matthäus, né en 1959 à Dortmund, est un historien allemand et le directeur du département recherche du United States Holocaust Memorial Museum.

## Biographie
Matthäus étudie l'histoire et la philosophie à l'université de Bochum. Diplômé Magister artium en 1986,, il soutient sa thèse de doctorat à Bochum en 1992, et devient ensuite Senior Historian au Ministère de la justice australien à Sydney.
Il travaille depuis 1994 pour le United States Holocaust Memorial Museum, où il dirige notamment l'unité de recherche du Jack, Joseph and Morton Mandel Center for Advanced Holocaust Studies à Washington. Il a également été professeur invité de diverses universités aux États-Unis, en Australie et en Allemagne. Il est membre du conseil international de la fondation Topographie de la Terreur. Matthäus est auteur, éditeur et collaborateur de publications spécialisées dans le domaine de la Shoah.

## Publications
- Nationsbildung in Australien von den Anfängen weisser Besiedlung bis zum Ersten Weltkrieg (1788-1914) , Europäische Hochschulschriften: Reihe 3, Geschichte und ihre Hilfswissenschaften; Vol. 571, Lang, Frankfurt am Main/Berlin/Bern/New York/Paris/Vienne 1993
- Totenkopf und Zebrakleid : ein Berliner Jude in Auschwitz / Erwin R. Tichauer, Metropol, Berlin 2000
- Die Entfesselung der "Endlösung" : nationalsozialistische Judenpolitik 1939-1942 / Christopher Browning et Jürgen Matthäus, Propyläen, Berlin 2003. (Titre original: The origins of the final solution)
- Ausbildungsziel Judenmord? : "Weltanschauliche Erziehung" von SS, Polizei und Waffen-SS im Rahmen der "Endlösung", Fischer-Taschenbuch-Verl., Frankfurt am Main 2003
- Deutsche, Juden, Völkermord : der Holocaust als Geschichte und Gegenwart, WBG, Darmstadt 2006
- Einsatzgruppen in Polen: Darstellung und Dokumentation, Band 12 der Veröffentlichungen der Forschungsstelle Ludwigsburg der Universität Stuttgart, Wissenschaftliche Buchgesellschaft, Stuttgart 2008,  (ISBN 978-3-534-21353-5)
- Approaching an Auschwitz survivor : Holocaust testimony and its transformations, Oxford Univ. Press, Oxford; New York, NY 2009
- Die "Ereignismeldungen UdSSR" 1941. Dokumente der Einsatzgruppen in der Sowjetunion, hrsg. von Klaus-Michael Mallmann, Andrej Angrick, Jürgen Matthäus und Martin Cüppers. Wissenschaftliche Buchgesellschaft, Darmstadt 2011,  (ISBN 978-3-534-24468-3)
- Naziverbrechen. Täter, Taten, Bewältigungsversuche, WBG Wissenschaftliche Buchgesellschaft, Darmstadt 2013